# Vuelta a Costa Rica 2010
La 46.ª edición de la Vuelta a Costa Rica, se disputó del 17 al 29 de diciembre.
Puntuable para el UCI America Tour 2010-2011, se realizaron 12 etapas para totalizar 1406,6 km en los que se incluyeron una cronoescalada de 11 km en la 7.ª etapa y una contrarreloj individual en la penúltima.
En las clasificaciones generales, el costarricense Juan Carlos Rojas venció en la individual. Por equipos en triunfo se lo llevó Junta de Protección Social-Giant también de Costa Rica. La clasificación por puntos fue para el cubano Arnold Alcolea, mientras que la montaña fue para el costarricense Juan Pablo Araya y las metas volantes para el venezolano Wilmen Bravo.

## Equipos participantes
Cuatro equipos extranjeros, 2 selecciones nacionales y cinco equipos locales conformaron las once escuadras y 77 ciclistas que tomaron parte de la carrera. Los equipos extranjeros fueron Boyacá-Orgullo de América (Colombia), Empacadora San Marcos (México), Le Tour de Québec (Canadá) y Panamerican Life-Team Amsterdam de Holanda, más las Selecciones de Venezuela y Cuba.
| - BCR Pizza Hut - JPS Giant - Citi Economy Blue - Coronado-Bufete Guzmán y Álvarez - KHS Montoya | - Boyacá Orgullo de América - Panamerican Life-Team Amsterdam - Empacadora San Marcos - Le tour de Québec - Selección de Cuba - Selección de Venezuela |

## Etapas[2]
| Etapa | Fecha           | Recorrido                                    | Km       | Ganador           | Líder             |
| 1.ª   | 17 de diciembre | Moravia-Esparza                              | 122      | Marcos Salas      | Marcos Salas      |
| 2.ª   | 18 de diciembre | Esparza- Liberia                             | 127      | Yasmani Martínez  | Yasmani Martínez  |
| 3.ª   | 19 de diciembre | Liberia-La Fortuna                           | 187,6    | Juan Carlos Rojas | Yasmani Martínez  |
| 4.ª   | 20 de diciembre | Santa Clara -Guápiles                        | 138,7    | Eddier Godínez    | Yasmani Martínez  |
| 5.ª   | 21 de diciembre | Circuito en Guápiles                         | 129      | Arnold Alcolea    | Yasmani Martínez  |
| 6.ª   | 22 de diciembre | Guápiles- Turrialba - Cartago                | 120,2    | Juan Carlos Rojas | Juan Carlos Rojas |
| 7.ª   | 23 de diciembre | Río Macho-Paraíso de Cartago (Cronoescalada) | 11       | Juan Carlos Rojas | Juan Carlos Rojas |
|       | 24 de diciembre | Descanso                                     |          |                   |                   |
| 8.ª   | 25 de diciembre | Circuito en La Sabana                        | 94       | Marco Salas       | Juan Carlos Rojas |
| 9.ª   | 26 de diciembre | San José-Pérez Zeledón                       | 127,5    | Henry Raabe       | Juan Carlos Rojas |
| 10.ª  | 27 de diciembre | Dominical - Sierpe - Dominical               | 162,6    | Heberth Rivas     | Juan Carlos Rojas |
| 11.ª  | 28 de diciembre | Pérez Zeledón-Pérez Zeledón                  | 33 (CRI) | Juan Carlos Rojas | Juan Carlos Rojas |
| 12.ª  | 29 de diciembre | Pérez Zeledón-San José                       | 134,8    | Juan Carlos Rojas | Juan Carlos Rojas |

## Desarrollo general
La prueba comenzó en Moravia en la provincia de San José rumbo a Esparza, para luego dirigirse la ciudad de Liberia en Guanacaste. Luego la competencia puso rumbo hacia Guápiles en la provincia de Limón. En ese tramo de la carrera, se mantuvo como líder el cubano Yasmani Martínez gracias a una escapada en la 2.ª etapa junto con el venezolano Darwins Urrea. A partir de la 6.º etapa comenzaron las etapas de montaña en la Cordillera Volcánica Central y uno de los favoritos para ganar la carrera, el costarricense Juan Carlos Rojas ganó en forma solitaria en Cartago con más de 3 minutos de ventaja y se colocó como líder. Rojas amplió más la ventaja al vencer en la cronoescalada en Paraíso. En la 9.º etapa se atravesó la Cordillera de Talamanca donde Henry Raabe logró sacar ventaja en el Cerro de la Muerte y logró mantenerla en el descenso hacia Pérez Zeledón recortándole 3 minutos a Rojas y ascendiendo al tercer lugar en la general. En la contrarreloj Rojas ratificó su buen momento volviendo a vencer para casi asegurarse el triunfo. La última etapa volvió a pasar por el Cerro de la Muerte y el equipo colombiano Boyacá Orgullo de América atacó con 3 hombres buscando la clasificación por equipos, pero en la escapada de 6 ciclistas se encontraba Juan Carlos Rojas quién volvió a distanciarse junto a Henry Raabe para vencer en el final en San José y obtener así su segunda Vuelta Ciclística a Costa Rica, ya que también conquistó el título en 2005.

## Clasificaciones

### Clasificación general
| Posición | Ciclista            | Equipo                    | Tiempo      |
| -------- | ------------------- | ------------------------- | ----------- |
| 1º       | Juan Carlos Rojas   | JPS-Giant                 | 36h 27' 12" |
| 2.º      | Henry Raabe         | Citi-Economy-Blue         | + 2' 57"    |
| 3.º      | Aldo Valero         | Boyacá Orgullo de América | + 5' 50"    |
| 4.º      | Gregory Brenes      | BCR-Pizza Hut             | + 9' 29"    |
| 5.º      | Marco Salas         | JPS-Giant                 | + 11' 27"   |
| 6.º      | Ismael Sarmiento    | Boyacá Orgullo de América | + 13' 56"   |
| 7.º      | Juan Pablo Araya    | JPS-Giant                 | + 14' 08"   |
| 8.º      | José Adrián Bonilla | Citi-Economy-Blue         | + 17' 32"   |
| 9.º      | Fernando Silva      | Boyacá Orgullo de América | + 17' 48"   |
| 10.º     | Arnold Alcolea      | Selección de Cuba         | + 18' 30"   |

### Clasificación por puntos
| Posición | Ciclista          | Equipo            | Puntos |
| -------- | ----------------- | ----------------- | ------ |
| 1º       | Arnold Alcolea    | Selección Cuba    | 153    |
| 2.º      | Henry Raabe       | Citi-Economy-Blue | 145    |
| 3.º      | Juan Carlos Rojas | JPS-Giant         | 123    |

### Clasificación Metas Volantes
| Posición | Ciclista      | Equipo                 | Puntos |
| -------- | ------------- | ---------------------- | ------ |
| 1º       | Wilmen Bravo  | Selección Venezuela    | 44     |
| 2.º      | Paulo Vargas  | Coronado-Bufete G&A    | 35     |
| 3.º      | Darwins Urrea | Selección de Venezuela | 27     |

### Clasificación de la Montaña
| Posición | Ciclista          | Equipo    | Puntos |
| -------- | ----------------- | --------- | ------ |
| 1º       | Juan Pablo Araya  | JPS-Giant | 33     |
| 2.º      | Juan Carlos Rojas | JPS-Giant | 32     |
| 3.º      | Marco Salas       | JPS-Giant | 24     |

### Clasificación por equipos
| Posición | Equipo                    | Tiempo       |
| -------- | ------------------------- | ------------ |
| 1º       | JPS-Giant                 | 109h 46' 38" |
| 2.º      | Boyacá Orgullo de América | + 1' 16"     |
| 3.º      | Citi-Economy-Blue         | + 24' 52"    |
| 4.º      | BCR-Pizza Hut             | + 28' 52"    |
| 5.º      | Selección de Venezuela    | + 2h 35' 33" |